# Sorex raddei
La musaraña de Radde (Sorex raddei) es una especie de musaraña de la familia Soricidae que se encuentra en Armenia, Azerbaiyán, Georgia, Rusia y Turquía.